# 花溪娃儿藤
花溪娃儿藤（学名：Tylophora anthopotamica）为夹竹桃科娃儿藤属的植物，是中国的特有植物。分布于中国大陆的贵州等地，生长于海拔850米的地区，常生于山地林中，目前尚未由人工引种栽培。

## 别名
飞菜（贵州）